# Датта, Саугато
Саугато Датта (англ. Saugato Datta) — доктор экономических наук [MIT], исполнительный директор в некоммерческой организации Ideas 42.

## Биография
Саугато Датта, исполнительный директор в некоммерческой организации Ideas 42, которая раскрывает прикладной смысл поведенческой экономики, показывает, какие проблемы потенциально опасны для общественного благосостояния. До прихода в Ideas 42 на протяжении 3 лет писал и редактировал статьи на экономические темы в английском журнале The Economist, а также работал во Всемирном банке в штате Вашингтон. В область его научных интересов входят поведенческая экономика, бедность, дискриминация, борьба с ВИЧ, поведенческое подталкивание.
Совместно с профессором Сендхилом Муллайнатаном в 2014 году написал книгу «Behavioral design: A new approach to development policy», показывающую как можно сделать государственную программу по поддержке бедных более эффективной при применении методов поведенческой экономики.

## Образование
Саугато защитил степень доктора экономических наук в Массачусетском Технологическом Институте, получил степени бакалавра и магистра в Кембридже и Университете Дели.

## Научные достижения и награды
The Adam Smith Prizes, 2000

## Избранная библиография
Книги:
- Saugato Datta, Sendhil Mullainathan. 2014. Behavioral design: A new approach to development policy. WIDER Working Paper Series from World Institute for Development Economic Research
- Calvo-González, Oscar; Zoratto, Laura. 2017. Behavioral Insights for Development : Cases from Central America. Directions in Development—Countries and Regions;. World Bank, Washington, DC

Статьи:
- Banerjee, Abhijit et al. Labor market discrimination in Delhi: Evidence from a field experiment / Journal of Comparative Economics 37.1 (2009): 14-27.
- Saugato Datta «The Impact of Improved Highways on Indian Firms»/ Journal of Development Economics — 2012 — 99(1)
- Juan Jose Miranda; Saugato Datta; Laura Zoratto Saving Water with a Nudge (or Two): Evidence from Costa Rica on the Effectiveness and Limits of Low-Cost Behavioral Interventions on Water Use / The World Bank Economic Review 34(2) — June 2020—444—463
- Datta, S., Jean-Francois, J., Martin, J., & Perez, M. How to Maximize the Impact of Cash Transfers, During and After COVID-19 / World Politics Review — 2020